# Dampier (Australien)
Dampier ist ein Ort im Nordwesten des Bundesstaates Western Australia in Australien mit einem bedeutenden Seehafen. Der Hafen ist Teil des Dampier-Archipels, der auch die Burrup-Halbinsel (Murujuga) umfasst. Im Hafen von Dampier, der sich im North West Shelf befindet, einem Gebiet großer Erdöl- und Erdgasvorkommen, wird Petrochemie, Salz, Eisenerz und Erdgas für den Export umgeschlagen. 

## Geschichte
Aborigines vom Stamm der Yaburara und Ngarluma lebten in dem Gebiet des Ortes seit tausenden von Jahren. Die Stadt erhielt ihren Namen von dem naheliegenden Dampier-Archipel, der nach William Dampier, einem britischen Piraten und Entdecker benannt wurde. Dampier segelte hierher und nannte 1699 eine der Inseln Rosemary Island. 
Dampier wurde ab 1965 gebaut. Es diente als Verladehafen für Eisenerz, das aus Tom Price und Paraburdoo mit dem Zug transportiert wurde. Da Dampier ab 1968 aufgrund geographischer Gegebenheiten nicht weiter vergrößert werden konnte, wurde ca. 15 km südöstlich die neue Stadt Karratha gegründet, die mit Dampier durch den Dampier Highway verbunden ist.

## Sonstiges
Die Gegend beheimatet wahrscheinlich die weltweit größte Ansammlung von Petroglyphen. 
In Dampier lebte in den 1970er Jahren Red Dog, ein Hund, der durch seine weiten Wanderungen bekannt wurde. Sein Leben wurde verfilmt; etwas außerhalb des Ortes am Dampier Highway steht eine Statue des Hundes. ▼
Am 1. Dezember 2021 wurde ein Marskrater nach dem Ort benannt: Marskrater Dampier.

## Persönlichkeiten
- Emma Knox (* 1978), Wasserballspielerin